# Mixnà
La Misnà o Mixnà (en hebreu: מִשְׁנָה, "repetició") és la primera compilació integral de les lleis orals jueves i el document religiós més important després de la Bíblia. En realitat té un valor paral·lel al de la Torà (el Pentateuc), ja que aquesta és anomenada Torà escrita, i la Mixnà forma la base de la Torà oral, i ambdues van ésser entregades pel Creador al Poble d'Israel en el Mont Sinaí.

## Historia de la Mixnà
La Mixnà fou redactada en hebreu pel Rabí Yehudà ha-Nassí, poc després de la destrucció del segon Temple de Jerusalem, ja que fins aquell temps els coneixements es transmetien oralment; després de la destrucció del Temple i amb el començament de les deportacions massives, Rabí Yehudà decidí posar per escrit una obra que reunís les ensenyances orals de les diverses escoles rabíniques, que ensenyaven les mateixes teories però de diferents maneres i amb mínimes discrepàncies, que foren registrades a la Mixnà. La resta de les ensenyances que no quedaren incloses en la Mixnà es diuen "Tosefta" (=afegitura) i "Baraita" (=externa), i en gran part les cita el Talmud.
La paraula hebrea mišnâ מִשְׁנָה és un derivat del verb שָׁנָה (šānâ) que significa "repetir-se". Hi ha un costum popular de recitar 18 capítols de la Mixnà, per ordre, cada dia, acabant tot el cicle en un mes, per tal de rememorar-los constantment. Per influència de l'arameu, el sentit d'aquest verb es modificà i prengué el sentit d'"estudiar" o "aprendre", puix que la repetició constant duu a aprendre de memòria. Posteriorment, el sentit del verb es restringí a l'estudi de la llei oral.

## Ordres de la Mixnà
La Mixnà consta de sis ordres:
1. Zeraïm (זְרָעִים), sements, lleis relatives a l'agricultura.
2. Moed (מוֹעֵד), festes, regulació de les festes jueves i del xabbat.
3. Naixim (נָשִים), dones, lleis sobre el matrimoni, divorci i vots (principalment de les dones)
4. Nezikín (נְזִיקִין), perjudicis, legislació civil i criminal i funcionament dels tribunals.
5. Kodaixim (קֳדָשִׁים), santedats, lleis relatives als sacrificis, als objectes consagrats, al Temple i als aliments.
6. Tohorot (טְהָרוֹת), pureses, legislació sobre la puresa ritual i la impuresa.

## Contingut de la Mixnà
La Mixnà té un total de 63 tractats que es troben repartits en sis ordres:
L'ordre de Zeraïm conté 11 tractats: Berakhot, Peah, Demai, Kilayim, Shevit, Terumot, Maserot, Maaser Sheni, Halah, Orlah i Bikurim.
L'ordre de Moed conté 12 tractats: Shabbat, Eruvin, Pesahim, Shekalim, Yoma, Sucà, Beitzà, Roix ha-Xanà, Taanit, Meguilà, Moed Katan, i Haguigà.
L'ordre de Naixim conté 7 tractats: Yevamot, Ketubot, Nedarim, Nazir, Sotà, Guitín, i Kiduixín.
L'ordre de Nezikín conté 10 tractats: Bava Kama, Bava Metzià, Bava Batra, Sanedrí; Makot, Xevuot, Eduyot, Avodah Zarah, Pirkei Avot, i Horayot.
L'ordre de Kodaixim conté 11 tractats: Zevahim, Menahot, Hulín, Behorot, Arakhin, Temurà, Keritot, Meilà, Tamid, Midot, i Kinim.
L'ordre de Tohorot conté 12 tractats: Keilim, Oholot, Negaim, Parah, Tohorot, Mikvaot, Nidà, Makhxirin, Zavim, Tevul Yom, Yadayim, i Uktzim.